# Tipula (Eumicrotipula) schachovskoyi
Tipula (Eumicrotipula) schachovskoyi is een tweevleugelige uit de familie langpootmuggen (Tipulidae). De soort komt voor in het Neotropisch gebied.